# Pakistans damlandslag i fotboll
Pakistans damlandslag i fotboll representerar Pakistan i fotboll på damsidan. Dess förbund är Pakistan Football Federation (Pakistans fotbollsförbund).